# 安福乡 (安乡县)
安福乡，是中华人民共和国湖南省常德市安乡县下辖的一个乡镇级行政单位。

## 行政区划
安福乡下辖以下地区：
大湖口社区、松湖村、大湖口村、黄田湖村、中岭村、花林村、潭子口村、岩桥村、东保村、南阳村、杨树潭村、同福村、夹夹村、大罗村和双合村。